# Sporting Clube de Portugal 2025-2026
Questa voce raccoglie le informazioni riguardanti lo Sporting Clube de Portugal nelle competizioni ufficiali della stagione 2025-2026.

## Stagione
La stagione 2025-2026 dello Sporting CP è la 92ª in Primeira Liga, che conferma l'allenatore ex Vitória Guimarães Rui Borges. La squadra di Lisbona, dopo aver vinto il campionato precedente, si qualifica direttamente alla fase campionato della UEFA Champions League. I Leões esordiscono il 31 luglio in Supercoppa contro i concittadini del Benfica, perdendo per una rete a zero. Il debutto in campionato invece sorride agli uomini di Borges, che hanno la meglio sul Casa Pia infliggendo loro un secco 2-0 a domicilio.

## Maglie e sponsor
Lo sponsor tecnico per la stagione 2025-2026 è Nike. Lo sponsor ufficiale è Betano, quello posteriore è Super Bock.
|  | Casa |  | Trasferta |  | Terza maglia |

## Organigramma societario
Dal sito internet ufficiale della società.
Area direttiva
- Presidente: Frederico Nuno Faro Varandas
- Vice-presidenti: Francisco Albuquerque Salgado Zenha, Pedro José Correia de Barros de Lencastre, João Ataíde Ferreira Sampaio, Maria José Engrola Serrano Biléu Sancho
- Legali: Francisco André da Costa Cabral Bernardo, André Seabra dos Santos Cymbron, Miguel Ingenerf Duarte Afonso, Miguel Maria do Nascimento Nogueira Leite, Alexandre Matos Jorge Ferreira

Area tecnica
- Allenatore: Rui Borges

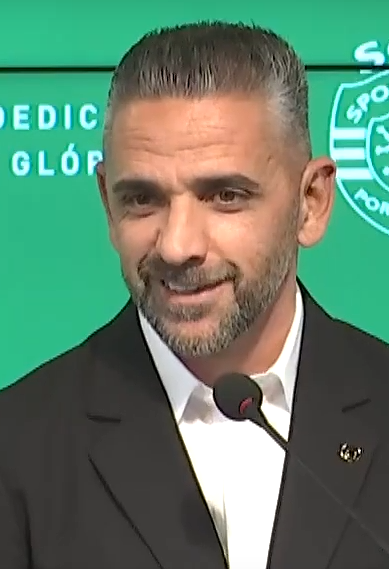
Rui Borges, tecnico in carica dal 26 dicembre 2024

- Allenatore in seconda: Ricardo Chaves
- Assistenti: Tiago Aguiar, José Meireles
- Preparatore atletico: Gonçalo Álvaro, Fernando Morato
- Preparatori dei portieri: Tiago Ferreira, Hugo Tecelão
- Coordinatore settore giovanile: João Paulo Costa

Area scout
- Capo osservatore: Raul José
- Osservatori: José Chieira, Pedro Brandão
- Coordinatori vivaio: José Luís Vidigal, Miguel Quaresma

Management
- Direttore sportivo: Hugo Viana
- Team manager: Beto

Reparto medico
- Medico Sociale: João Pedro Araújo
- Fisioterapisti: Paulo Barreira, Hugo Fontes, Rúben Ferreira
- Scienziato sport: Alireza Rabbani

Area marketing
- Equipaggiamento: Paulinho

## Rosa

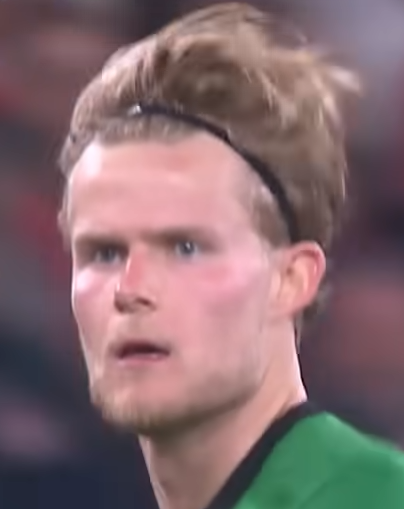
Morten Hjulmand è il capitano dello Sporting Lisbona

La rosa e la numerazione sono tratte dal sito ufficiale dello Sporting Lisbona
| N. |                        | Ruolo | Calciatore           |
| -- | ---------------------- | ----- | -------------------- |
| 1  | Portogallo (bandiera)  | P     | Rui Silva            |
| 2  | Brasile (bandiera)     | D     | Matheus Reis         |
| 3  | Paesi Bassi (bandiera) | D     | Jerry St. Juste      |
| 5  | Giappone (bandiera)    | C     | Hidemasa Morita      |
| 6  | Belgio (bandiera)      | D     | Zeno Debast          |
| 7  | Portogallo (bandiera)  | A     | Geovany Quenda       |
| 8  | Portogallo (bandiera)  | C     | Pedro Gonçalves      |
| 9  | Danimarca (bandiera)   | A     | Conrad Harder        |
| 11 | Portogallo (bandiera)  | A     | Nuno Santos          |
| 10 | Mozambico (bandiera)   | A     | Geny Catamo          |
| 12 | Portogallo (bandiera)  | P     | João Virgínia        |
| 13 | Grecia (bandiera)      | D     | Geōrgios Vagiannidīs |
| 14 | Georgia (bandiera)     | C     | Giorgi Kochorashvili |
| 17 | Portogallo (bandiera)  | A     | Francisco Trincão    |
| 19 | Portogallo (bandiera)  | D     | Diogo Travassos      |
| 20 | Uruguay (bandiera)     | A     | Maximiliano Araújo   |
| 22 | Spagna (bandiera)      | D     | Iván Fresneda        |

| N. |                           | Ruolo | Calciatore                      |
| -- | ------------------------- | ----- | ------------------------------- |
| 23 | Portogallo (bandiera)     | C     | Daniel Bragança (vice capitano) |
| 25 | Portogallo (bandiera)     | D     | Gonçalo Inácio                  |
| 26 | Costa d'Avorio (bandiera) | D     | Ousmane Diomande                |
| 27 | Brasile (bandiera)        | A     | Alisson Santos                  |
| 28 | Portogallo (bandiera)     | A     | Rodrigo Ribeiro                 |
| 41 | Portogallo (bandiera)     | P     | Diego Calai                     |
| 42 | Danimarca (bandiera)      | C     | Morten Hjulmand (capitano)      |
| 43 | Portogallo (bandiera)     | D     | João Muniz                      |
| 47 | Portogallo (bandiera)     | D     | Ricardo Esgaio                  |
| 52 | Portogallo (bandiera)     | C     | João Simões                     |
| 72 | Portogallo (bandiera)     | D     | Eduardo Quaresma                |
| 86 | Portogallo (bandiera)     | A     | Rafael Nel                      |
| 90 | Portogallo (bandiera)     | A     | Afonso Moreira                  |
| 91 | Portogallo (bandiera)     | D     | Ricardo Mangas                  |
| 97 | Colombia (bandiera)       | A     | Luis Suárez                     |
| 99 | Portogallo (bandiera)     | P     | Francisco Silva                 |

## Calciomercato

### Sessione estiva
| Acquisti         | Acquisti                | Acquisti          | Acquisti                    |
| R.               | Nome                    | da                | Modalità                    |
| ---------------- | ----------------------- | ----------------- | --------------------------- |
| P                | João Virgínia           | Everton           | gratuito                    |
| D                | Ricardo Mangas          | Spartak Mosca     | definitivo (0,3 milioni €)  |
| D                | Diogo Travassos         | Estrela Amadora   | fine prestito               |
| D                | Geōrgios Vagiannidīs    | Panathīnaïkos     | definitivo (12,5 milioni €) |
| C                | Giorgi Kochorashvili    | Levante           | definitivo (5,5 milioni €)  |
| A                | Alisson Santos          | Vitória           | definitivo (2,1 milioni €)  |
| A                | Luis Suárez             | Almería           | definitivo (22,2 milioni €) |
| Altre operazioni |                         |                   |                             |
| R.               | Nome                    | da                | Modalità                    |
| P                | Vladan Kovačević        | Legia Varsavia    | fine prestito               |
| P                | Rui Silva               | Betis             | riscatto (4,7 milioni €)    |
| C                | Marcus Edwards          | Burnley           | fine prestito               |
| C                | Dário Essugo            | Las Palmas        | fine prestito               |
| C                | Koba Koindredi          | Losanna           | fine prestito               |
| C                | Sōtīrīs Alexandropoulos | Olympiacos        | fine prestito               |
| C                | Mateo Tanlongo          | Rio Ave           | fine prestito               |
| A                | Rodrigo Ribeiro         | Nottingham Forest | fine prestito               |

| Cessioni         | Cessioni                | Cessioni           | Cessioni                     |
| R.               | Nome                    | a                  | Modalità                     |
| ---------------- | ----------------------- | ------------------ | ---------------------------- |
| P                | Franco Israel           | Torino             | definitivo (4 milioni €)     |
| C                | Biel                    | Atlético Mineiro   | prestito                     |
| A                | Viktor Gyökeres         | Arsenal            | definitivo (65,8 milioni €)  |
| Altre operazioni |                         |                    |                              |
| R.               | Nome                    | a                  | Modalità                     |
| P                | Vladan Kovačević        | Norwich City       | definitivo (2,5 milioni €)   |
| P                | Diogo Pinto             | Estrela Amadora    | gratuito                     |
| P                | Rui Silva               | Betis              | fine prestito                |
| C                | Marcus Edwards          | Burnley            | riscatto (10 milioni €)      |
| C                | Dário Essugo            | Chelsea            | definitivo (22,27 milioni €) |
| C                | Koba Koindredi          | Basilea            | prestito                     |
| C                | Sōtīrīs Alexandropoulos | Fortuna Düsseldorf | prestito                     |

## Risultati

### Primeira Liga

#### Girone di andata
| Arbitro: | Correia (Porto) |

|  |           |                          |
|  | Marcatori | 42’ Trincão 62’ Hjulmand |

| Arbitro: | Malheiro (Lisbona) |

|                                                              |           |  |
| R.C. Mangas 20’, 50’ Suárez 31’ (rig.), 62’ Trincão 45’, 76’ | Marcatori |  |

| Funchal 2025 3ª giornata | Nacional | – | Sporting Lisbona | Estádio da Madeira\| Arbitro: \| Correia \| |
| Arbitro:                 | Correia  |   |                  |                                             |

### Supertaça Cândido de Oliveira
| Arbitro: | Veríssimo (Leiria) |

|  |           |              |
|  | Marcatori | 50’ Paulidīs |

## Statistiche
Aggiornate al 17 agosto 2025

### Statistiche di squadra
| Competizione                  | Punti | In casa | In casa | In casa | In casa | In casa | In casa | In trasferta | In trasferta | In trasferta | In trasferta | In trasferta | In trasferta | Totale | Totale | Totale | Totale | Totale | Totale | DR |
| Competizione                  | Punti | G       | V       | N       | P       | Gf      | Gs      | G            | V            | N            | P            | Gf           | Gs           | G      | V      | N      | P      | Gf     | Gs     | DR |
| ----------------------------- | ----- | ------- | ------- | ------- | ------- | ------- | ------- | ------------ | ------------ | ------------ | ------------ | ------------ | ------------ | ------ | ------ | ------ | ------ | ------ | ------ | -- |
| Primeira Liga                 | 6     | 1       | 1       | 0       | 0       | 6       | 0       | 1            | 1            | 0            | 0            | 2            | 0            | 2      | 2      | 0      | 0      | 8      | 0      | +8 |
| Taça de Portugal              | -     | 0       | 0       | 0       | 0       | 0       | 0       | 0            | 0            | 0            | 0            | 0            | 0            | 0      | 0      | 0      | 0      | 0      | 0      | 0  |
| Taça da Liga                  | 0     | 0       | 0       | 0       | 0       | 0       | 0       | 0            | 0            | 0            | 0            | 0            | 0            | 0      | 0      | 0      | 0      | 0      | 0      | 0  |
| Champions League              | 0     | 0       | 0       | 0       | 0       | 0       | 0       | 0            | 0            | 0            | 0            | 0            | 0            | 0      | 0      | 0      | 0      | 0      | 0      | 0  |
| Supertaça Cândido de Oliveira | -     | -       | -       | -       | -       | -       | -       | -            | -            | -            | -            | -            | -            | 1      | 0      | 0      | 1      | 0      | 1      | -1 |
| Totale                        | -     | 1       | 1       | 0       | 0       | 6       | 0       | 1            | 1            | 0            | 0            | 2            | 0            | 3      | 2      | 0      | 1      | 8      | 1      | +7 |

### Andamento in campionato
| Giornata  | 1 | 2 | 3 | 4 | 5 | 6 | 7 | 8 | 9 | 10 | 11 | 12 | 13 | 14 | 15 | 16 | 17 | 18 | 19 | 20 | 21 | 22 | 23 | 24 | 25 | 26 | 27 | 28 | 29 | 30 | 31 | 32 | 33 | 34 |
| --------- | - | - | - | - | - | - | - | - | - | -- | -- | -- | -- | -- | -- | -- | -- | -- | -- | -- | -- | -- | -- | -- | -- | -- | -- | -- | -- | -- | -- | -- | -- | -- |
| Luogo     | T | C | T | C | T | C | T | C | T | C  | T  | C  | C  | T  | C  | T  | C  | C  | T  | C  | T  | C  | T  | C  | T  | C  | T  | C  | T  | T  | C  | T  | C  | T  |
| Risultato | V | V |   |   |   |   |   |   |   |    |    |    |    |    |    |    |    |    |    |    |    |    |    |    |    |    |    |    |    |    |    |    |    |    |
| Posizione | 4 | 1 |   |   |   |   |   |   |   |    |    |    |    |    |    |    |    |    |    |    |    |    |    |    |    |    |    |    |    |    |    |    |    |    |

Legenda:

Luogo: C = Casa; T = Trasferta. Risultato: V = Vittoria; N = Pareggio; P = Sconfitta.

### Statistiche dei giocatori
| Giocatore        | Primeira Liga | Primeira Liga | Primeira Liga | Primeira Liga | Taça de Portugal + Taça da Liga | Taça de Portugal + Taça da Liga | Taça de Portugal + Taça da Liga | Taça de Portugal + Taça da Liga | Champions League | Champions League | Champions League | Champions League | Supertaça | Supertaça | Supertaça   | Supertaça  | Totale   | Totale | Totale      | Totale     |
| Giocatore        | Presenze      | Reti          | Ammonizioni   | Espulsioni    | Presenze                        | Reti                            | Ammonizioni                     | Espulsioni                      | Presenze         | Reti             | Ammonizioni      | Espulsioni       | Presenze  | Reti      | Ammonizioni | Espulsioni | Presenze | Reti   | Ammonizioni | Espulsioni |
| ---------------- | ------------- | ------------- | ------------- | ------------- | ------------------------------- | ------------------------------- | ------------------------------- | ------------------------------- | ---------------- | ---------------- | ---------------- | ---------------- | --------- | --------- | ----------- | ---------- | -------- | ------ | ----------- | ---------- |
| Alisson          | 1             | 0             | 0             | 0             | 0+0                             | 0+0                             | 0+0                             | 0+0                             | 0                | 0                | 0                | 0                | 0         | 0         | 0           | 0          | 1        | 0      | 0           | 0          |
| M. Araújo        | 1             | 0             | 0             | 0             | 0+0                             | 0+0                             | 0+0                             | 0+0                             | 0                | 0                | 0                | 0                | 1         | 0         | 0           | 0          | 2        | 0      | 0           | 0          |
| D. Bragança      | 0             | 0             | 0             | 0             | 0+0                             | 0+0                             | 0+0                             | 0+0                             | 0                | 0                | 0                | 0                | 0         | 0         | 0           | 0          | 0        | 0      | 0           | 0          |
| Z. Debast        | 2             | 0             | 0             | 0             | 0+0                             | 0+0                             | 0+0                             | 0+0                             | 0                | 0                | 0                | 0                | 1         | 0         | 0           | 0          | 3        | 0      | 0           | 0          |
| O. Diomande      | 1             | 0             | 0             | 0             | 0+0                             | 0+0                             | 0+0                             | 0+0                             | 0                | 0                | 0                | 0                | 1         | 0         | 0           | 0          | 2        | 0      | 0           | 0          |
| R. Esgaio        | 0             | 0             | 0             | 0             | 0+0                             | 0+0                             | 0+0                             | 0+0                             | 0                | 0                | 0                | 0                | 0         | 0         | 0           | 0          | 0        | 0      | 0           | 0          |
| I. Fresneda      | 2             | 0             | 1             | 0             | 0+0                             | 0+0                             | 0+0                             | 0+0                             | 0                | 0                | 0                | 0                | 1         | 0         | 0           | 0          | 3        | 0      | 1           | 0          |
| Geny             | 2             | 0             | 0             | 0             | 0+0                             | 0+0                             | 0+0                             | 0+0                             | 0                | 0                | 0                | 0                | 1         | 0         | 0           | 0          | 3        | 0      | 0           | 0          |
| C. Harder        | 2             | 0             | 0             | 0             | 0+0                             | 0+0                             | 0+0                             | 0+0                             | 0                | 0                | 0                | 0                | 1         | 0         | 0           | 0          | 3        | 0      | 0           | 0          |
| M. Hjulmand      | 2             | 1             | 0             | 0             | 0+0                             | 0+0                             | 0+0                             | 0+0                             | 0                | 0                | 0                | 0                | 1         | 0         | 1           | 0          | 3        | 1      | 1           | 0          |
| G. Inácio        | 2             | 0             | 0             | 0             | 0+0                             | 0+0                             | 0+0                             | 0+0                             | 0                | 0                | 0                | 0                | 1         | 0         | 0           | 0          | 3        | 0      | 0           | 0          |
| G. Kochorashvili | 2             | 0             | 0             | 0             | 0+0                             | 0+0                             | 0+0                             | 0+0                             | 0                | 0                | 0                | 0                | 1         | 0         | 0           | 0          | 3        | 0      | 0           | 0          |
| R. Mangas        | 2             | 2             | 0             | 0             | 0+0                             | 0+0                             | 0+0                             | 0+0                             | 0                | 0                | 0                | 0                | 0         | 0         | 0           | 0          | 2        | 2      | 0           | 0          |
| H. Morita        | 2             | 0             | 0             | 0             | 0+0                             | 0+0                             | 0+0                             | 0+0                             | 0                | 0                | 0                | 0                | 1         | 0         | 0           | 0          | 3        | 0      | 0           | 0          |
| Pedro G.         | 2             | 0             | 1             | 0             | 0+0                             | 0+0                             | 0+0                             | 0+0                             | 0                | 0                | 0                | 0                | 1         | 0         | 0           | 0          | 3        | 0      | 1           | 0          |
| E. Quaresma      | 0             | 0             | 0             | 0             | 0+0                             | 0+0                             | 0+0                             | 0+0                             | 0                | 0                | 0                | 0                | 0         | 0         | 0           | 0          | 0        | 0      | 0           | 0          |
| G. Quenda        | 2             | 0             | 0             | 0             | 0+0                             | 0+0                             | 0+0                             | 0+0                             | 0                | 0                | 0                | 0                | 1         | 0         | 0           | 0          | 3        | 0      | 0           | 0          |
| M. Reis          | 0             | 0             | 0             | 0             | 0+0                             | 0+0                             | 0+0                             | 0+0                             | 0                | 0                | 0                | 0                | 0         | 0         | 0           | 0          | 0        | 0      | 0           | 0          |
| R. Ribeiro       | 0             | 0             | 0             | 0             | 0+0                             | 0+0                             | 0+0                             | 0+0                             | 0                | 0                | 0                | 0                | 0         | 0         | 0           | 0          | 0        | 0      | 0           | 0          |
| N. Santos        | 0             | 0             | 0             | 0             | 0+0                             | 0+0                             | 0+0                             | 0+0                             | 0                | 0                | 0                | 0                | 0         | 0         | 0           | 0          | 0        | 0      | 0           | 0          |
| R. Silva         | 2             | -0            | 0             | 0             | 0+0                             | -0+-0                           | 0+0                             | 0+0                             | 0                | -0               | 0                | 0                | 1         | -1        | 0           | 0          | 3        | -1     | 0           | 0          |
| J. Simões        | 0             | 0             | 0             | 0             | 0+0                             | 0+0                             | 0+0                             | 0+0                             | 0                | 0                | 0                | 0                | 0         | 0         | 0           | 0          | 0        | 0      | 0           | 0          |
| J. St. Juste     | 0             | 0             | 0             | 0             | 0+0                             | 0+0                             | 0+0                             | 0+0                             | 0                | 0                | 0                | 0                | 0         | 0         | 1           | 0          | 0        | 0      | 1           | 0          |
| L. Suárez        | 2             | 2             | 0             | 0             | 0+0                             | 0+0                             | 0+0                             | 0+0                             | 0                | 0                | 0                | 0                | 1         | 0         | 1           | 0          | 3        | 2      | 1           | 0          |
| M. Tanlongo      | 0             | 0             | 0             | 0             | 0+0                             | 0+0                             | 0+0                             | 0+0                             | 0                | 0                | 0                | 0                | 0         | 0         | 0           | 0          | 0        | 0      | 0           | 0          |
| D. Travassos     | 0             | 0             | 0             | 0             | 0+0                             | 0+0                             | 0+0                             | 0+0                             | 0                | 0                | 0                | 0                | 0         | 0         | 0           | 0          | 0        | 0      | 0           | 0          |
| F. Trincão       | 2             | 3             | 0             | 0             | 0+0                             | 0+0                             | 0+0                             | 0+0                             | 0                | 0                | 0                | 0                | 1         | 0         | 0           | 0          | 3        | 3      | 0           | 0          |
| G. Vagiannidīs   | 1             | 0             | 0             | 0             | 0+0                             | 0+0                             | 0+0                             | 0+0                             | 0                | 0                | 0                | 0                | 0         | 0         | 0           | 0          | 1        | 0      | 0           | 0          |
| J. Virgínia      | 0             | -0            | 0             | 0             | 0+0                             | -0+-0                           | 0+0                             | 0+0                             | 0                | -0               | 0                | 0                | 0         | -0        | 0           | 0          | 0        | 0      | 0           | 0          |